# Éliminatoires de la Coupe du monde de football 2010, zone Afrique, deuxième tour
Cet article donne les résultats des matchs du deuxième tour de qualification pour la zone Afrique pour la qualification à la Coupe du monde 2010.
Il s'agit de déterminer, parmi les 48 équipes encore en lice, les vingt meilleures qui poursuivront les qualifications au troisième tour.
Le tirage au sort a eu lieu le 25 novembre 2007 à Durban en Afrique du Sud, à partir du classement FIFA de juillet 2007.
Les six journées se déroulent sur six dates réparties sur l'année 2008.
Les douze vainqueurs de groupe et les huit meilleurs deuxièmes progressent au tour suivant.

## Tirage au sort
Les équipes ont été réparties sur la base du Classement FIFA de juillet 2007. Une équipe pour chacun des chapeaux a été répartie dans chaque groupe. À noter, bien que qualifiée d'office en tant que Pays organisateur, l'Afrique du Sud participe à ces qualifications qui servent également pour la CAN 2010.
| Chapeau 1                                                                                 | Chapeau 2                                                                                                   | Chapeau 3                                                                                                | Chapeau 4                                                                                                |
| ----------------------------------------------------------------------------------------- | --- | --- | --- |
| Cameroun Nigeria Côte d'Ivoire Maroc Ghana Tunisie Égypte Guinée Sénégal Mali Angola Togo | Zambie Afrique du Sud Cap-Vert RD Congo Algérie Burkina Faso Bénin Mozambique Libye Éthiopie Congo Zimbabwe | Ouganda Botswana Guinée équatoriale Tanzanie Gabon Malawi Soudan Burundi Liberia Rwanda Érythrée Namibie | Gambie Mauritanie Kenya Tchad Lesotho Maurice Niger Eswatini Seychelles Sierra Leone Madagascar Djibouti |

Le tirage au sort a eu lieu le 25 novembre 2007 à Durban en Afrique du Sud, à partir du classement FIFA de juillet 2007.
Les six journées se déroulent sur six dates réparties sur l'année 2008.
Les douze vainqueurs de groupe et les huit meilleurs deuxièmes progressent au tour suivant.
En jaune foncé est représentée la place directement qualificative pour le troisième tour. En jaune clair est représentée la place potentielle de meilleur deuxième qui donne également accès au troisième tour.

## Groupe 1
| Rang | Équipe   | Pts | J | G | N | P | Bp | Bc | Diff |  | Résultats (▼ dom., ► ext.) |     |     |     |     |
| ---- | -------- | --- | - | - | - | - | -- | -- | ---- |  | -------------------------- | --- | --- | --- | --- |
| 1    | Cameroun | 16  | 6 | 5 | 1 | 0 | 14 | 2  | +12  |  | Cameroun                   |     | 2-0 | 2-1 | 5-0 |
| 2    | Cap-Vert | 9   | 6 | 3 | 0 | 3 | 7  | 8  | -1   |  | Cap-Vert                   | 1-2 |     | 1-0 | 3-1 |
| 3    | Tanzanie | 8   | 6 | 2 | 2 | 2 | 9  | 6  | +3   |  | Tanzanie                   | 0-0 | 3-1 |     | 1-1 |
| 4    | Maurice  | 1   | 6 | 0 | 1 | 5 | 3  | 17 | -14  |  | Maurice                    | 0-3 | 0-1 | 1-4 |     |

| 31 mai 2008 | Tanzanie    | 1–1 | Maurice       | Benjamin Mkapa National Stadium, Dar es Salam   |                                                 |
|             | Mrwanda 70e |     | Marquette 39e | Spectateurs : 35 000 Arbitrage : Kenias Marange | Spectateurs : 35 000 Arbitrage : Kenias Marange |
|             | Rapport     |     |               | Spectateurs : 35 000 Arbitrage : Kenias Marange | Spectateurs : 35 000 Arbitrage : Kenias Marange |

| 31 mai 2008 | Cameroun                     | 2–0 | Cap-Vert | Stade Ahmadou-Ahidjo, Yaoundé                  |                                                |
|             | R. Song 8e · Eto'o 55e (pen) |     |          | Spectateurs : 20 000 Arbitrage : Kokou Djaoupe | Spectateurs : 20 000 Arbitrage : Kokou Djaoupe |
|             | Rapport                      |     |          | Spectateurs : 20 000 Arbitrage : Kokou Djaoupe | Spectateurs : 20 000 Arbitrage : Kokou Djaoupe |

| 7 juin 2008 | Cap-Vert    | 1–0 | Tanzanie | Stade de Varzea, Praia                             |                                                    |
|             | Babanco 73e |     |          | Spectateurs : 6 000 Arbitrage : Abdellah El Achiri | Spectateurs : 6 000 Arbitrage : Abdellah El Achiri |
|             | Rapport     |     |          | Spectateurs : 6 000 Arbitrage : Abdellah El Achiri | Spectateurs : 6 000 Arbitrage : Abdellah El Achiri |

| 8 juin 2008 | Maurice | 0–3 | Cameroun                          | Stade George V, Curepipe                              |                                                       |
|             |         |     | Bikey 12e · Eto'o 27e · Bebbe 87e | Spectateurs : 2 400 Arbitrage : Jose Antonio De Sousa | Spectateurs : 2 400 Arbitrage : Jose Antonio De Sousa |
|             | Rapport |     |                                   | Spectateurs : 2 400 Arbitrage : Jose Antonio De Sousa | Spectateurs : 2 400 Arbitrage : Jose Antonio De Sousa |

| 14 juin 2008 | Tanzanie | 0–0 | Cameroun | Benjamin Mkapa National Stadium, Dar es Salam |
|              |          |     |          | Spectateurs : 55 000 Arbitrage : Coffi Codjia |
|              | Rapport  |     |          |                                               |

| 15 juin 2008 | Maurice | 0 – 1 | Cap-Vert       | Stade King George V, Curepipe                    |                                                  |
|              |         |       | Dady 43e (pen) | Spectateurs : 1 480 Arbitrage : Kaoma Wellington | Spectateurs : 1 480 Arbitrage : Kaoma Wellington |
|              | Rapport |       |                | Spectateurs : 1 480 Arbitrage : Kaoma Wellington | Spectateurs : 1 480 Arbitrage : Kaoma Wellington |

| 21 juin 2008 | Cameroun       | 2–1 | Tanzanie    | Stade Ahmadou-Ahidjo, Yaoundé               |                                             |
|              | Eto'o 67e, 89e |     | Mrwanda 78e | Spectateurs : 25 000 Arbitrage : John Mendy | Spectateurs : 25 000 Arbitrage : John Mendy |
|              | Rapport        |     |             | Spectateurs : 25 000 Arbitrage : John Mendy | Spectateurs : 25 000 Arbitrage : John Mendy |

| 22 juin 2008 | Cap-Vert                         | 3 – 1 | Maurice         | Stade de Varzea, Praia                          |                                                 |
|              | Dady 46e, 56e · Marco Soares 77e |       | Andy Sophie 67e | Spectateurs : 2 850 Arbitrage : Koman Coulibaly | Spectateurs : 2 850 Arbitrage : Koman Coulibaly |
|              | Rapport                          |       |                 | Spectateurs : 2 850 Arbitrage : Koman Coulibaly | Spectateurs : 2 850 Arbitrage : Koman Coulibaly |

| 6 septembre 2008 | Maurice       | 1–4 | Tanzanie                                  | Stade King George V, Curepipe               |                                             |
|                  | Marquette 13e |     | Makasi 12e · Khalfan 19e · Tegete 30e 34e | Spectateurs : 103 Arbitrage : Alfred Ndinya | Spectateurs : 103 Arbitrage : Alfred Ndinya |
|                  | Rapport       |     |                                           | Spectateurs : 103 Arbitrage : Alfred Ndinya | Spectateurs : 103 Arbitrage : Alfred Ndinya |

| 6 septembre 2008 | Cap-Vert | 1 – 2 | Cameroun              | Stade de Varzea, Praia                               |                                                      |
|                  | Lito 39e |       | Emana 51e · Somen 65e | Spectateurs : 5 000 Arbitrage : Jean-Claude Labrosse | Spectateurs : 5 000 Arbitrage : Jean-Claude Labrosse |
|                  | Rapport  |       |                       | Spectateurs : 5 000 Arbitrage : Jean-Claude Labrosse | Spectateurs : 5 000 Arbitrage : Jean-Claude Labrosse |

| 11 octobre 2008 | Tanzanie                          | 3 – 1 | Cap-Vert   | Benjamin Mkapa National Stadium, Dar es Salaam |                                               |
| 16:00 UTC+3     | Iddy 5e · Tegete 26e · Ngassa 74e |       | Semedo 34e | Spectateurs : 10 000 Arbitrage : Jerome Damon  | Spectateurs : 10 000 Arbitrage : Jerome Damon |
| 16:00 UTC+3     | Rapport                           |       |            | Spectateurs : 10 000 Arbitrage : Jerome Damon  | Spectateurs : 10 000 Arbitrage : Jerome Damon |

| 11 octobre 2008 | Cameroun'                                           | 5–0 | Maurice | Stade Ahmadou-Ahidjo, Yaoundé                             |                                                           |
| 15:30 UTC+1     | Eto'o 26e, 47e (pen) · Meyong 57e, 73e · Makoun 71e |     |         | Spectateurs : 12 000 Arbitrage : Mohamed Ould Lemghambodj | Spectateurs : 12 000 Arbitrage : Mohamed Ould Lemghambodj |
| 15:30 UTC+1     | Rapport                                             |     |         | Spectateurs : 12 000 Arbitrage : Mohamed Ould Lemghambodj | Spectateurs : 12 000 Arbitrage : Mohamed Ould Lemghambodj |

## Groupe 2
| Rang | Équipe   | Pts | J | G | N | P | Bp | Bc | Diff |  | Résultats (▼ dom., ► ext.) |     |     |     |     |
| ---- | -------- | --- | - | - | - | - | -- | -- | ---- |  | -------------------------- | --- | --- | --- | --- |
| 1    | Guinée   | 11  | 6 | 3 | 2 | 1 | 9  | 5  | +4   |  | Guinée                     |     | 3-2 | 0-0 | 4-0 |
| 2    | Kenya    | 10  | 6 | 3 | 1 | 2 | 8  | 5  | +3   |  | Kenya                      | 2-0 |     | 2-0 | 1-0 |
| 3    | Zimbabwe | 6   | 6 | 1 | 3 | 2 | 4  | 6  | -2   |  | Zimbabwe                   | 0-0 | 0-0 |     | 2-0 |
| 4    | Namibie  | 6   | 6 | 2 | 0 | 4 | 7  | 12 | -5   |  | Namibie                    | 1-2 | 2-1 | 4-2 |     |

| 31 mai 2008 | Namibie                  | 2–1 | Kenya       | Sam Nujoma Stadium, Windhoek                    |                                                 |
| 16:00 UTC+1 | Risser 17e · Khaiseb 89e |     | Makacha 40e | Spectateurs : 6 000 Arbitrage : Muhmed Ssegonga | Spectateurs : 6 000 Arbitrage : Muhmed Ssegonga |
| 16:00 UTC+1 | Rapport                  |     |             | Spectateurs : 6 000 Arbitrage : Muhmed Ssegonga | Spectateurs : 6 000 Arbitrage : Muhmed Ssegonga |

| 1er juin 2008 | Guinée  | 0–0 | Zimbabwe | Stade 28 septembre, Conakry                      |                                                  |
| 17:00 UTC+0   |         |     |          | Spectateurs : 12 000 Arbitrage : Djamel Haimoudi | Spectateurs : 12 000 Arbitrage : Djamel Haimoudi |
| 17:00 UTC+0   | Rapport |     |          | Spectateurs : 12 000 Arbitrage : Djamel Haimoudi | Spectateurs : 12 000 Arbitrage : Djamel Haimoudi |

| 7 juin 2008 | Kenya         | 2–0 | Guinée | Nyayo National Stadium, Nairobi                |                                                |
| 16:00 UTC+3 | Oliech 3e 50e |     |        | Spectateurs : 35 000 Arbitrage : Lambert Eyene | Spectateurs : 35 000 Arbitrage : Lambert Eyene |
| 16:00 UTC+3 | Rapport       |     |        | Spectateurs : 35 000 Arbitrage : Lambert Eyene | Spectateurs : 35 000 Arbitrage : Lambert Eyene |

| 8 juin 2008 | Zimbabwe               | 2–0 | Namibie | Rufaro Stadium, Harare                         |                                                |
| 15:00 UTC+2 | Mushangazhike 26e, 85e |     |         | Spectateurs : 27 979 Arbitrage : Verson Lwanja | Spectateurs : 27 979 Arbitrage : Verson Lwanja |
| 15:00 UTC+2 | Rapport                |     |         | Spectateurs : 27 979 Arbitrage : Verson Lwanja | Spectateurs : 27 979 Arbitrage : Verson Lwanja |

| 14 juin 2008 | Kenya                   | 2–0 | Zimbabwe   | Nyayo National Stadium, Nairobi                |                                                |
| 16:00 UTC+3  | Mariga 12e · Oliech 85e |     | Matola 61e | Spectateurs : 27 500 Arbitrage : Badara Diatta | Spectateurs : 27 500 Arbitrage : Badara Diatta |
| 16:00 UTC+3  | Rapport                 |     |            | Spectateurs : 27 500 Arbitrage : Badara Diatta | Spectateurs : 27 500 Arbitrage : Badara Diatta |

| 14 juin 2008 | Namibie    | 1–2 | Guinée                            | Sam Nujoma Stadium, Windhoek                    |                                                 |
| 15:00 UTC+1  | Bester 41e |     | I. Bangoura 22e · Feindouno 45+1e | Spectateurs : 5 000 Arbitrage : Emmanuel Imiere | Spectateurs : 5 000 Arbitrage : Emmanuel Imiere |
| 15:00 UTC+1  | Rapport    |     |                                   | Spectateurs : 5 000 Arbitrage : Emmanuel Imiere | Spectateurs : 5 000 Arbitrage : Emmanuel Imiere |

| 22 juin 2008 | Zimbabwe | 0–0 | Kenya | Rufaro Stadium, Harare                      |                                             |
| 15:00 UTC+2  |          |     |       | Spectateurs : 23 000 Arbitrage : Alex Kotey | Spectateurs : 23 000 Arbitrage : Alex Kotey |
| 15:00 UTC+2  | Rapport  |     |       | Spectateurs : 23 000 Arbitrage : Alex Kotey | Spectateurs : 23 000 Arbitrage : Alex Kotey |

| 22 juin 2008 | Guinée                                    | 4–0 | Namibie | Stade 28 septembre, Conakry                              |                                                          |
| 17:00 UTC+0  | Feindouno 23e · I. Bangoura 27e, 55e, 60e |     |         | Spectateurs : 15 000 Arbitrage : Herminio Monteiro Lopes | Spectateurs : 15 000 Arbitrage : Herminio Monteiro Lopes |
| 17:00 UTC+0  | Rapport                                   |     |         | Spectateurs : 15 000 Arbitrage : Herminio Monteiro Lopes | Spectateurs : 15 000 Arbitrage : Herminio Monteiro Lopes |

| 6 septembre 2008 | Kenya           | 1–0 | Namibie | Nyayo National Stadium, Nairobi                         |                                                         |
| 16:00 UTC+3      | Jamal 44e (pen) |     |         | Spectateurs : 40 000 Arbitrage : Jean-Marie Hicuburundi | Spectateurs : 40 000 Arbitrage : Jean-Marie Hicuburundi |
| 16:00 UTC+3      | Rapport         |     |         | Spectateurs : 40 000 Arbitrage : Jean-Marie Hicuburundi | Spectateurs : 40 000 Arbitrage : Jean-Marie Hicuburundi |

| 7 septembre 2008 | Zimbabwe | 0–0 | Guinée | Rufaro Stadium, Harare                                |                                                       |
| 15:00 UTC+2      |          |     |        | Spectateurs : 23 000 Arbitrage : Raphaël Evehe Divine | Spectateurs : 23 000 Arbitrage : Raphaël Evehe Divine |
| 15:00 UTC+2      | Rapport  |     |        | Spectateurs : 23 000 Arbitrage : Raphaël Evehe Divine | Spectateurs : 23 000 Arbitrage : Raphaël Evehe Divine |

| 11 octobre 2008 | Namibie                                     | 4–2 | Zimbabwe                    | Sam Nujoma Stadium, Windhoek                    |                                                 |
| 16:00 UTC+2     | Risser 18e, 53e · Bester 30e · Shipanga 43e |     | Nyandoro 58e · Malajila 85e | Spectateurs : 4 000 Arbitrage : Koman Coulibaly | Spectateurs : 4 000 Arbitrage : Koman Coulibaly |
| 16:00 UTC+2     | Rapport                                     |     |                             | Spectateurs : 4 000 Arbitrage : Koman Coulibaly | Spectateurs : 4 000 Arbitrage : Koman Coulibaly |

| 12 octobre 2008 | Guinée                                 | 3–2 | Kenya                   | Stade 28 septembre, Conakry                   |                                               |
| 16:15 UTC+0     | I.Bangoura 32e · Bah 61e · Zayatte 71e |     | Ouma 81e · Oliech 90+3e | Spectateurs : 16 400 Arbitrage : Eddy Maillet | Spectateurs : 16 400 Arbitrage : Eddy Maillet |
| 16:15 UTC+0     | Rapport                                |     |                         | Spectateurs : 16 400 Arbitrage : Eddy Maillet | Spectateurs : 16 400 Arbitrage : Eddy Maillet |

## Groupe 3
| Rang | Équipe  | Pts | J | G | N | P | Bp | Bc | Diff |  | Résultats (▼ dom., ► ext.) |     |     |     |     |
| ---- | ------- | --- | - | - | - | - | -- | -- | ---- |  | -------------------------- | --- | --- | --- | --- |
| 1    | Bénin   | 12  | 6 | 4 | 0 | 2 | 12 | 8  | +4   |  | Bénin                      |     | 3-2 | 4-1 | 2-0 |
| 2    | Angola  | 10  | 6 | 3 | 1 | 2 | 11 | 8  | +3   |  | Angola                     | 3-0 |     | 0-0 | 3-1 |
| 3    | Ouganda | 10  | 6 | 3 | 1 | 2 | 8  | 9  | -1   |  | Ouganda                    | 2-1 | 3-1 |     | 1-0 |
| 4    | Niger   | 3   | 6 | 1 | 0 | 5 | 5  | 11 | -6   |  | Niger                      | 0-2 | 1-2 | 3-1 |     |

| 30 mai 2008 | Ouganda     | 1–0 | Niger | Namboole National Stadium, Kampala                    |                                                       |
|             | Sekajja 53e |     |       | Spectateurs : 25 000 Arbitrage : Raphaël Evehe Divine | Spectateurs : 25 000 Arbitrage : Raphaël Evehe Divine |
|             | Rapport     |     |       | Spectateurs : 25 000 Arbitrage : Raphaël Evehe Divine | Spectateurs : 25 000 Arbitrage : Raphaël Evehe Divine |

| 1er juin 2008 | Angola                              | 3–0 | Bénin | Estádio dos Coqueiros, Luanda                |                                              |
| 15:30 UTC+1   | Flávio 60e · Job 78e · Mendonça 84e |     |       | Spectateurs : 6 000 Arbitrage : Jerome Damon | Spectateurs : 6 000 Arbitrage : Jerome Damon |
| 15:30 UTC+1   | Rapport                             |     |       | Spectateurs : 6 000 Arbitrage : Jerome Damon | Spectateurs : 6 000 Arbitrage : Jerome Damon |

| 8 juin 2008 | Bénin                                                 | 4–1 | Ouganda   | Stade de l'Amitié, Cotonou                       |                                                  |
| 16:00 UTC+1 | Omotoyossi 15e, 86e · O. Tchomogo 17e · Sessègnon 69e |     | Sepuya 8e | Spectateurs : 10 200 Arbitrage : Ousmane Karembe | Spectateurs : 10 200 Arbitrage : Ousmane Karembe |
| 16:00 UTC+1 | Rapport                                               |     |           | Spectateurs : 10 200 Arbitrage : Ousmane Karembe | Spectateurs : 10 200 Arbitrage : Ousmane Karembe |

| 8 juin 2008 | Niger       | 1–2 | Angola                      | Stade Général Seyni Kountché, Niamey        |                                             |
| 16:00 UTC+1 | Alassane 3e |     | Flávio 30e · Yamba Asha 71e | Spectateurs : 5 000 Arbitrage : Slim Jedidi | Spectateurs : 5 000 Arbitrage : Slim Jedidi |
| 16:00 UTC+1 | Rapport     |     |                             | Spectateurs : 5 000 Arbitrage : Slim Jedidi | Spectateurs : 5 000 Arbitrage : Slim Jedidi |

| 14 juin 2008 | Ouganda                                 | 3–1 | Angola        | Namboole National Stadium, Kampala            |                                               |
| 16:00 UTC+3  | Sepuya 7e · Mwesigwa 19e · Wagaluka 75e |     | Mantorras 90e | Spectateurs : 20 000 Arbitrage : Eddy Maillet | Spectateurs : 20 000 Arbitrage : Eddy Maillet |
| 16:00 UTC+3  | Rapport                                 |     |               | Spectateurs : 20 000 Arbitrage : Eddy Maillet | Spectateurs : 20 000 Arbitrage : Eddy Maillet |

| 14 juin 2008 | Niger   | 0–2 | Bénin                            | Stade Général Seyni Kountché, Niamey |                             |
| 16:00 UTC+1  |         |     | S. Tchomogo 59e · Omotoyossi 65e | Arbitrage : Djamel Haimoudi          | Arbitrage : Djamel Haimoudi |
| 16:00 UTC+1  | Rapport |     |                                  | Arbitrage : Djamel Haimoudi          | Arbitrage : Djamel Haimoudi |

| 22 juin 2008 | Angola  | 0–0 | Ouganda | Estádio da Cidadela, Luanda                |                                            |
| 15:30 UTC+1  |         |     |         | Spectateurs : 16 000 Arbitrage : Sule Mana | Spectateurs : 16 000 Arbitrage : Sule Mana |
| 15:30 UTC+1  | Rapport |     |         | Spectateurs : 16 000 Arbitrage : Sule Mana | Spectateurs : 16 000 Arbitrage : Sule Mana |

| 22 juin 2008 | Bénin                           | 2–0 | Niger | Stade de l'Amitié, Cotonou                             |                                                        |
| 16:00 UTC+1  | Ahoueya 45e · Oumarou 53e (csc) |     |       | Spectateurs : 25 000 Arbitrage : Jean-Claude Niyongabo | Spectateurs : 25 000 Arbitrage : Jean-Claude Niyongabo |
| 16:00 UTC+1  | Rapport                         |     |       | Spectateurs : 25 000 Arbitrage : Jean-Claude Niyongabo | Spectateurs : 25 000 Arbitrage : Jean-Claude Niyongabo |

| 7 septembre 2008 | Niger                           | 3–1 | Ouganda  | Stade Général Seyni Kountché, Niamey           |                                                |
|                  | Issoufou 68e, 86e · Kamilou 87e |     | Obua 33e | Spectateurs : 5 000 Arbitrage : Joseph Lamptey | Spectateurs : 5 000 Arbitrage : Joseph Lamptey |
|                  | Rapport                         |     |          | Spectateurs : 5 000 Arbitrage : Joseph Lamptey | Spectateurs : 5 000 Arbitrage : Joseph Lamptey |

| 7 septembre 2008 | Bénin                           | 3–2 | Angola                | Stade de l'Amitié, Cotonou                       |                                                  |
| 16:00 UTC+1      | Adenon 2e · Omotoyossi 52e, 66e |     | Flávio 12e · Loco 78e | Spectateurs : 30 000 Arbitrage : Mohamed Benouza | Spectateurs : 30 000 Arbitrage : Mohamed Benouza |
| 16:00 UTC+1      | Rapport                         |     |                       | Spectateurs : 30 000 Arbitrage : Mohamed Benouza | Spectateurs : 30 000 Arbitrage : Mohamed Benouza |

| 12 octobre 2008 | Angola                                           | 3–1 | Niger      | Estádio dos Coqueiros, Luanda                   |                                                 |
|                 | Daouda 53e (CSC) · Gilberto 68e · Zé Kalanga 73e |     | Moussa 20e | Spectateurs : 2 913 Arbitrage : Michel Gasingwa | Spectateurs : 2 913 Arbitrage : Michel Gasingwa |
|                 | Rapport                                          |     |            | Spectateurs : 2 913 Arbitrage : Michel Gasingwa | Spectateurs : 2 913 Arbitrage : Michel Gasingwa |

| 12 octobre 2008 | Ouganda               | 2–1 | Bénin          | Nelson Mandela National Stadium, Kampala           |                                                    |
| 16:00 UTC+3     | Massa 52e · Massa 57e |     | Omotoyossi 31e | Spectateurs : 3 200 Arbitrage : Essam Abd El Fatah | Spectateurs : 3 200 Arbitrage : Essam Abd El Fatah |
| 16:00 UTC+3     | Rapport               |     |                | Spectateurs : 3 200 Arbitrage : Essam Abd El Fatah | Spectateurs : 3 200 Arbitrage : Essam Abd El Fatah |

## Groupe 4
| Rang | Équipe             | Pts | J | G | N | P | Bp | Bc | Diff |  | Résultats (▼ dom., ► ext.) |     |     |     |     |
| ---- | ------------------ | --- | - | - | - | - | -- | -- | ---- |  | -------------------------- | --- | --- | --- | --- |
| 1    | Nigeria            | 18  | 6 | 6 | 0 | 0 | 11 | 1  | +10  |  | Nigeria                    |     | 2-0 | 4-1 | 2-0 |
| 2    | Afrique du Sud     | 7   | 6 | 2 | 1 | 3 | 5  | 5  | 0    |  | Afrique du Sud             | 0-1 |     | 0-0 | 4-1 |
| 3    | Sierra Leone       | 7   | 6 | 2 | 1 | 3 | 4  | 8  | -4   |  | Sierra Leone               | 0-1 | 1-0 |     | 2-1 |
| 4    | Guinée équatoriale | 3   | 6 | 1 | 0 | 5 | 4  | 10 | -6   |  | Guinée équatoriale         | 0-1 | 0-1 | 2-0 |     |

| 1er juin 2008 | Guinée équatoriale     | 2–0 | Sierra Leone | Nuevo Estadio de Malabo, Malabo               |                                               |
| 15:30 UTC+1   | Ronan 47e · Epitié 57e |     |              | Spectateurs : 13 000 Arbitrage : Coffi Codjia | Spectateurs : 13 000 Arbitrage : Coffi Codjia |
| 15:30 UTC+1   | Rapport                |     |              | Spectateurs : 13 000 Arbitrage : Coffi Codjia | Spectateurs : 13 000 Arbitrage : Coffi Codjia |

| 1er juin 2008 | Nigeria                  | 2–0 | Afrique du Sud | Abuja Stadium, Abuja                            |                                                 |
| 16:00 UTC+1   | Uche 10e · Nwaneri 45+1e |     |                | Spectateurs : 6 000 Arbitrage : Koman Coulibaly | Spectateurs : 6 000 Arbitrage : Koman Coulibaly |
| 16:00 UTC+1   | Rapport                  |     |                | Spectateurs : 6 000 Arbitrage : Koman Coulibaly | Spectateurs : 6 000 Arbitrage : Koman Coulibaly |

| 7 juin 2008 | Afrique du Sud                                 | 4–1 | Guinée équatoriale | Atteridgeville Super Stadium, Pretoria       |                                              |
| 15:00 UTC+2 | Dikgacoi 10e, 90+3e · Moriri 34e · Fanteni 60e |     | Juvenal 76e (pen)  | Spectateurs : 10 000 Arbitrage : Abdou Diouf | Spectateurs : 10 000 Arbitrage : Abdou Diouf |
| 15:00 UTC+2 | Rapport                                        |     |                    | Spectateurs : 10 000 Arbitrage : Abdou Diouf | Spectateurs : 10 000 Arbitrage : Abdou Diouf |

| 7 juin 2008 | Sierra Leone | 0–1 | Nigeria  | National Stadium, Freetown                 |                                            |
| 14:30 UTC+0 |              |     | Yobo 88e | Spectateurs : 25 000 Arbitrage : Sam Korti | Spectateurs : 25 000 Arbitrage : Sam Korti |
| 14:30 UTC+0 | Rapport      |     |          | Spectateurs : 25 000 Arbitrage : Sam Korti | Spectateurs : 25 000 Arbitrage : Sam Korti |

| 14 juin 2008 | Sierra Leone     | 1–0 | Afrique du Sud | National Stadium, Freetown                    |                                               |
| 16:30 UTC+0  | Kallon 22e (pen) |     |                | Spectateurs : 15 000 Arbitrage : Lassina Pare | Spectateurs : 15 000 Arbitrage : Lassina Pare |
| 16:30 UTC+0  | Rapport          |     |                | Spectateurs : 15 000 Arbitrage : Lassina Pare | Spectateurs : 15 000 Arbitrage : Lassina Pare |

| 15 juin 2008 | Guinée équatoriale | 0–1 | Nigeria | Estadio Internacional, Malabo               |                                             |
| 15:30 UTC+1  |                    |     | Yobo 5e | Spectateurs : 15 200 Arbitrage : John Mendy | Spectateurs : 15 200 Arbitrage : John Mendy |
| 15:30 UTC+1  | Rapport            |     |         | Spectateurs : 15 200 Arbitrage : John Mendy | Spectateurs : 15 200 Arbitrage : John Mendy |

| 21 juin 2008 | Afrique du Sud | 0–0 | Sierra Leone | Atteridgeville Super Stadium, Pretoria                |                                                       |
| 15:00 UTC+2  |                |     |              | Spectateurs : 12 000 Arbitrage : Raphaël Evehe Divine | Spectateurs : 12 000 Arbitrage : Raphaël Evehe Divine |
| 15:00 UTC+2  | Rapport        |     |              | Spectateurs : 12 000 Arbitrage : Raphaël Evehe Divine | Spectateurs : 12 000 Arbitrage : Raphaël Evehe Divine |

| 21 juin 2008 | Nigeria               | 2–0 | Guinée équatoriale | Abuja Stadium, Abuja                          |                                               |
| 16:00 UTC+1  | Yakubu 45e · Uche 84e |     |                    | Spectateurs : 20 000 Arbitrage : Jamel Ambaya | Spectateurs : 20 000 Arbitrage : Jamel Ambaya |
| 16:00 UTC+1  | Rapport               |     |                    | Spectateurs : 20 000 Arbitrage : Jamel Ambaya | Spectateurs : 20 000 Arbitrage : Jamel Ambaya |

| 6 septembre 2008 | Sierra Leone          | 2–1 | Guinée équatoriale | National Stadium, Freetown                       |                                                  |
| 16:30 UTC+0      | Conteh 30e · Sama 80e |     | Bodipo 90+1e       | Spectateurs : 22 000 Arbitrage : Noumandiez Doue | Spectateurs : 22 000 Arbitrage : Noumandiez Doue |
| 16:30 UTC+0      | Rapport               |     |                    | Spectateurs : 22 000 Arbitrage : Noumandiez Doue | Spectateurs : 22 000 Arbitrage : Noumandiez Doue |

| 6 septembre 2008 | Afrique du Sud | 0–1 | Nigeria  | Moses Mabhida Stadium, Durban                  |                                                |
|                  |                |     | Uche 71e | Spectateurs : 25 000 Arbitrage : Verson Lwanja | Spectateurs : 25 000 Arbitrage : Verson Lwanja |
|                  | Rapport        |     |          | Spectateurs : 25 000 Arbitrage : Verson Lwanja | Spectateurs : 25 000 Arbitrage : Verson Lwanja |

| 11 octobre 2008 | Guinée équatoriale | 0–1 | Afrique du Sud | Estadio Internacional, Malabo                 |                                               |
| 16:00 UTC+1     |                    |     | Tshabalala 9e  | Spectateurs : 6 500 Arbitrage : Kokou Djaoupe | Spectateurs : 6 500 Arbitrage : Kokou Djaoupe |
| 16:00 UTC+1     | Rapport            |     |                | Spectateurs : 6 500 Arbitrage : Kokou Djaoupe | Spectateurs : 6 500 Arbitrage : Kokou Djaoupe |

| 11 octobre 2008 | Nigeria                                             | 4–1 | Sierra Leone   | Abuja Stadium, Abuja                              |                                                   |
| 16:00 UTC+1     | Obodo 20e · Obinna 34e · Odemwingie 45e · Odiah 50e |     | Yobo 31e (csc) | Spectateurs : 20 000 Arbitrage : Wellington Kaoma | Spectateurs : 20 000 Arbitrage : Wellington Kaoma |
| 16:00 UTC+1     | Rapport                                             |     |                | Spectateurs : 20 000 Arbitrage : Wellington Kaoma | Spectateurs : 20 000 Arbitrage : Wellington Kaoma |

## Groupe 5
| Rang | Équipe  | Pts | J | G | N | P | Bp | Bc | Diff |  | Résultats (▼ dom., ► ext.) |     |     |     |     |
| ---- | ------- | --- | - | - | - | - | -- | -- | ---- |  | -------------------------- | --- | --- | --- | --- |
| 1    | Ghana   | 12  | 6 | 4 | 0 | 2 | 11 | 5  | +6   |  | Ghana                      |     | 2-0 | 3-0 | 3-0 |
| 2    | Gabon   | 12  | 6 | 4 | 0 | 2 | 8  | 3  | +5   |  | Gabon                      | 2-0 |     | 1-0 | 2-0 |
| 3    | Libye   | 12  | 6 | 4 | 0 | 2 | 7  | 4  | +3   |  | Libye                      | 1-0 | 1-0 |     | 4-0 |
| 4    | Lesotho | 0   | 6 | 0 | 0 | 6 | 2  | 16 | -14  |  | Lesotho                    | 2-3 | 0-3 | 0-1 |     |

| 1er juin 2008 | Ghana                                | 3–0 | Libye | Baba Yara Stadium, Kumasi                |                                          |
| 17:00 UTC+0   | Tagoe 16e · Agogo 55e · Kingston 67e |     |       | Spectateurs : 31 000 Arbitrage : Maillet | Spectateurs : 31 000 Arbitrage : Maillet |
| 17:00 UTC+0   | Rapport                              |     |       | Spectateurs : 31 000 Arbitrage : Maillet | Spectateurs : 31 000 Arbitrage : Maillet |

| 7 juin 2008 | Libye         | 1–0 | Gabon | Stade du 11 juin, Tripoli                        |                                                  |
| 20:00 UTC+2 | Brou 5e (csc) |     |       | Spectateurs : 70 000 Arbitrage : Ibrahim Chaibou | Spectateurs : 70 000 Arbitrage : Ibrahim Chaibou |
| 20:00 UTC+2 | Rapport       |     |       | Spectateurs : 70 000 Arbitrage : Ibrahim Chaibou | Spectateurs : 70 000 Arbitrage : Ibrahim Chaibou |

| 8 juin 2008 | Lesotho              | 2–3 | Ghana                         | Seisa Ramabodu Stadium, Bloemfontein (Afrique du Sud) |                                                  |
| 18:00 UTC+2 | Muso 89e · Seema 90e |     | Kingston 15e · Agogo 41e, 63e | Spectateurs : 19 000 Arbitrage : Michel Gasingwa      | Spectateurs : 19 000 Arbitrage : Michel Gasingwa |
| 18:00 UTC+2 | Rapport              |     |                               | Spectateurs : 19 000 Arbitrage : Michel Gasingwa      | Spectateurs : 19 000 Arbitrage : Michel Gasingwa |

| 14 juin 2008 | Gabon                   | 2–0 | Ghana | Stade Omar Bongo, Libreville                     |                                                  |
| 15:30 UTC+1  | Méyé 45+1e · Nguéma 59e |     |       | Spectateurs : 39 000 Arbitrage : Mohamed Benouza | Spectateurs : 39 000 Arbitrage : Mohamed Benouza |
| 15:30 UTC+1  | Rapport                 |     |       | Spectateurs : 39 000 Arbitrage : Mohamed Benouza | Spectateurs : 39 000 Arbitrage : Mohamed Benouza |

| 15 juin 2008 | Lesotho | 0–1 | Libye    | Seisa Ramabodu Stadium, Bloemfontein (Afrique du Sud)1 |                                                |
| 15:00 UTC+2  |         |     | Saad 81e | Spectateurs : 9 000 Arbitrage : Kenias Marange         | Spectateurs : 9 000 Arbitrage : Kenias Marange |
| 15:00 UTC+2  | Rapport |     |          | Spectateurs : 9 000 Arbitrage : Kenias Marange         | Spectateurs : 9 000 Arbitrage : Kenias Marange |

| 20 juin 2008 | Libye                                               | 4–0 | Lesotho | Stade du 11 juin, Tripoli                       |                                                 |
| 21:00 UTC+2  | Salah 3e · Dawood 50e · Al Shibani 68e · Shaban 80e |     |         | Spectateurs : 30 000 Arbitrage : Aouaz Trabelsi | Spectateurs : 30 000 Arbitrage : Aouaz Trabelsi |
| 21:00 UTC+2  | Rapport                                             |     |         | Spectateurs : 30 000 Arbitrage : Aouaz Trabelsi | Spectateurs : 30 000 Arbitrage : Aouaz Trabelsi |

| 22 juin 2008 | Ghana                   | 2–0 | Gabon | Ohene Djan Stadium, Accra                     |                                               |
| 17:00 UTC+0  | Tagoe 31e · Muntari 75e |     |       | Spectateurs : 29 040 Arbitrage : Jerome Damon | Spectateurs : 29 040 Arbitrage : Jerome Damon |
| 17:00 UTC+0  | Rapport                 |     |       | Spectateurs : 29 040 Arbitrage : Jerome Damon | Spectateurs : 29 040 Arbitrage : Jerome Damon |

| 28 juin 2008 | Gabon                 | 2–0 | Lesotho | Stade Omar Bongo, Libreville                |                                             |
| 15:30 UTC+1  | Do Marcolino 45e, 63e |     |         | Spectateurs : 15 000 Arbitrage : John Mendy | Spectateurs : 15 000 Arbitrage : John Mendy |
| 15:30 UTC+1  | Rapport               |     |         | Spectateurs : 15 000 Arbitrage : John Mendy | Spectateurs : 15 000 Arbitrage : John Mendy |

| 5 septembre 2008 | Libye    | 1-0 | Ghana | Stade du 11 juin, Tripoli                        |                                                  |
| 22:00 UTC+2      | Saad 84e |     |       | Spectateurs : 22 400 Arbitrage : Koman Coulibaly | Spectateurs : 22 400 Arbitrage : Koman Coulibaly |
| 22:00 UTC+2      | Rapport  |     |       | Spectateurs : 22 400 Arbitrage : Koman Coulibaly | Spectateurs : 22 400 Arbitrage : Koman Coulibaly |

| 7 septembre 2008 | Lesotho | 0–3 | Gabon                                    | Seisa Ramabodu Stadium, Bloemfontein (Afrique du Sud)1 |                                                    |
| 15:00 UTC+2      |         |     | Ecuele 56e · Méyé 72e · Mbanangoye 90+4e | Spectateurs : 1 500 Arbitrage : Essam Abd El Fatah     | Spectateurs : 1 500 Arbitrage : Essam Abd El Fatah |
| 15:00 UTC+2      | Rapport |     |                                          | Spectateurs : 1 500 Arbitrage : Essam Abd El Fatah     | Spectateurs : 1 500 Arbitrage : Essam Abd El Fatah |

| 11 octobre 2008 | Gabon          | 1–0 | Libye | Stade Omar Bongo, Libreville                    |                                                 |
| 15:30 UTC+1     | Mbanangoye 82e |     |       | Spectateurs : 25 000 Arbitrage : Daniel Bennett | Spectateurs : 25 000 Arbitrage : Daniel Bennett |
| 15:30 UTC+1     | Rapport        |     |       | Spectateurs : 25 000 Arbitrage : Daniel Bennett | Spectateurs : 25 000 Arbitrage : Daniel Bennett |

| 12 octobre 2008 | Ghana                              | 3–0 | Lesotho | Sekondi Stadium, Sekondi-Takoradi                    |                                                      |
| 17:00 UTC+0     | Appiah 19e · Agogo 24e · Amoah 62e |     |         | Spectateurs : 20 000 Arbitrage : Khalid Abdel Rahman | Spectateurs : 20 000 Arbitrage : Khalid Abdel Rahman |
| 17:00 UTC+0     | Rapport                            |     |         | Spectateurs : 20 000 Arbitrage : Khalid Abdel Rahman | Spectateurs : 20 000 Arbitrage : Khalid Abdel Rahman |

## Groupe 6
| Rang | Équipe  | Pts | J | G | N | P | Bp | Bc | Diff |  | Résultats (▼ dom., ► ext.) |     |     |     |     |
| ---- | ------- | --- | - | - | - | - | -- | -- | ---- |  | -------------------------- | --- | --- | --- | --- |
| 1    | Algérie | 10  | 6 | 3 | 1 | 2 | 7  | 4  | +3   |  | Algérie                    |     | 1-0 | 3-2 | 3-0 |
| 2    | Gambie  | 9   | 6 | 2 | 3 | 1 | 6  | 3  | +3   |  | Gambie                     | 1-0 |     | 0-0 | 3-0 |
| 3    | Sénégal | 9   | 6 | 2 | 3 | 1 | 9  | 7  | +2   |  | Sénégal                    | 1-0 | 1-1 |     | 3-1 |
| 4    | Liberia | 3   | 6 | 0 | 3 | 3 | 4  | 12 | -8   |  | Liberia                    | 0-0 | 1-1 | 2-2 |     |

| 30 mai 2008 | Sénégal  | 1–0 | Algérie | Stade Léopold Sédar Senghor, Dakar          |                                             |
|             | Faye 80e |     |         | Spectateurs : 55 000 Arbitrage : Alex Kotey | Spectateurs : 55 000 Arbitrage : Alex Kotey |
|             | Rapport  |     |         | Spectateurs : 55 000 Arbitrage : Alex Kotey | Spectateurs : 55 000 Arbitrage : Alex Kotey |

| 1er juin 2008 | Liberia   | 1–1 | Gambie    | National Complex, Monrovia                      |                                                 |
|               | Makor 82e |     | Jarju 17e | Spectateurs : 10 000 Arbitrage : Keita Yakhouba | Spectateurs : 10 000 Arbitrage : Keita Yakhouba |
|               | Rapport   |     |           | Spectateurs : 10 000 Arbitrage : Keita Yakhouba | Spectateurs : 10 000 Arbitrage : Keita Yakhouba |

| 6 juin 2008 | Algérie                      | 3–0 | Liberia | Stade Mustapha Tchaker, Blida                            |                                                          |
|             | Djebbour 15e · Ziani 20e 50e |     |         | Spectateurs : 32 000 Arbitrage : Ould Lemghabodj Mohamed | Spectateurs : 32 000 Arbitrage : Ould Lemghabodj Mohamed |
|             | Rapport                      |     |         | Spectateurs : 32 000 Arbitrage : Ould Lemghabodj Mohamed | Spectateurs : 32 000 Arbitrage : Ould Lemghabodj Mohamed |

| 8 juin 2008 | Gambie  | 0–0 | Sénégal | Independence, Bakau                           |
|             |         |     |         | Spectateurs : 24 500 Arbitrage : Aldrin Ncobo |
|             | Rapport |     |         |                                               |

| 14 juin 2008 | Gambie          | 1–0 | Algérie | Independence, Bakau                              |                                                  |
|              | Jarju 19e (pen) |     |         | Spectateurs : 10 000 Arbitrage : Koman Coulibaly | Spectateurs : 10 000 Arbitrage : Koman Coulibaly |
|              | Rapport         |     |         | Spectateurs : 10 000 Arbitrage : Koman Coulibaly | Spectateurs : 10 000 Arbitrage : Koman Coulibaly |

| 15 juin 2008 | Liberia                  | 2–2 | Sénégal               | Samuel Doe Sports Complex, Monrovia            |                                                |
|              | Williams 74e · Makor 88e |     | Diouf 47e · Gueye 55e | Spectateurs : 25 000 Arbitrage : Kokou Djaoupe | Spectateurs : 25 000 Arbitrage : Kokou Djaoupe |
|              | Rapport                  |     |                       | Spectateurs : 25 000 Arbitrage : Kokou Djaoupe | Spectateurs : 25 000 Arbitrage : Kokou Djaoupe |

| 20 juin 2008 | Algérie      | 1–0 | Gambie | Stade Mustapha Tchaker, Blida              |                                            |
|              | A. Yahia 32e |     |        | Spectateurs : 32 000 Arbitrage : Ndume Gil | Spectateurs : 32 000 Arbitrage : Ndume Gil |
|              | Rapport      |     |        | Spectateurs : 32 000 Arbitrage : Ndume Gil | Spectateurs : 32 000 Arbitrage : Ndume Gil |

| 21 juin 2008 | Sénégal                           | 3–1 | Liberia      | Stade Léopold Sédar Senghor, Dakar              |                                                 |
|              | Sonko 8e · Diouf 34e · Camara 63e |     | Williams 90e | Spectateurs : 40 000 Arbitrage : Caibou Ibrahim | Spectateurs : 40 000 Arbitrage : Caibou Ibrahim |
|              | Rapport                           |     |              | Spectateurs : 40 000 Arbitrage : Caibou Ibrahim | Spectateurs : 40 000 Arbitrage : Caibou Ibrahim |

| 5 septembre 2008 | Algérie                                      | 3–2 | Sénégal                  | Stade Mustapha Tchaker, Blida                 |                                               |
|                  | C.Gueye 60e (csc) · Saïfi 66e · A. Yahia 72e |     | I.Dia 53e · Sougou 90+1e | Spectateurs : 32 000 Arbitrage : Eddy Maillet | Spectateurs : 32 000 Arbitrage : Eddy Maillet |
|                  | Rapport                                      |     |                          | Spectateurs : 32 000 Arbitrage : Eddy Maillet | Spectateurs : 32 000 Arbitrage : Eddy Maillet |

| 6 septembre 2008 | Gambie                     | 3–0 | Liberia | Independence, Bakau                           |                                               |
|                  | Demba 10e 76e · Jallow 26e |     |         | Spectateurs : 10 000 Arbitrage : Jamel Ambaya | Spectateurs : 10 000 Arbitrage : Jamel Ambaya |
|                  | Rapport                    |     |         | Spectateurs : 10 000 Arbitrage : Jamel Ambaya | Spectateurs : 10 000 Arbitrage : Jamel Ambaya |

| 11 octobre 2008 | Sénégal     | 1–1 | Gambie    | Stade Léopold Sédar Senghor, Dakar |                             |
|                 | Mangane 65e |     | Nyang 85e | Arbitrage : Kacem Bennaceur        | Arbitrage : Kacem Bennaceur |
|                 | Rapport     |     |           | Arbitrage : Kacem Bennaceur        | Arbitrage : Kacem Bennaceur |

| 11 octobre 2008 | Liberia | 0–0 | Algérie | Samuel Doe Sports Complex, Monrovia |
|                 |         |     |         | Arbitrage : Ahmed Auda              |
|                 | Rapport |     |         |                                     |

## Groupe 7
| Rang | Équipe        | Pts | J | G | N | P | Bp | Bc | Diff |  | Résultats (▼ dom., ► ext.) |     |     |     |     |
| ---- | ------------- | --- | - | - | - | - | -- | -- | ---- |  | -------------------------- | --- | --- | --- | --- |
| 1    | Côte d'Ivoire | 12  | 6 | 3 | 3 | 0 | 10 | 2  | +8   |  | Côte d'Ivoire              |     | 1-0 | 3-0 | 4-0 |
| 2    | Mozambique    | 8   | 6 | 2 | 2 | 2 | 7  | 5  | +2   |  | Mozambique                 | 1-1 |     | 3-0 | 1-2 |
| 3    | Madagascar    | 6   | 6 | 1 | 3 | 2 | 2  | 7  | -5   |  | Madagascar                 | 0-0 | 1-1 |     | 1-0 |
| 4    | Botswana      | 5   | 6 | 1 | 2 | 3 | 3  | 8  | -5   |  | Botswana                   | 1-1 | 0-1 | 0-0 |     |

| 31 mai 2008 | Botswana | 0–0 | Madagascar | National Stadium, Gaborone                        |                                                   |
| 15:00 UTC+2 |          |     |            | Spectateurs : 11 087 Arbitrage : Wellington Kaoma | Spectateurs : 11 087 Arbitrage : Wellington Kaoma |
| 15:00 UTC+2 | Rapport  |     |            | Spectateurs : 11 087 Arbitrage : Wellington Kaoma | Spectateurs : 11 087 Arbitrage : Wellington Kaoma |

| 1er juin 2008 | Côte d'Ivoire | 1–0 | Mozambique | Stade Félix Houphouët-Boigny, Abidjan       |                                             |
| 16:00 UTC+0   | Cissé 67e     |     |            | Spectateurs : 20 000 Arbitrage : Ahmed Auda | Spectateurs : 20 000 Arbitrage : Ahmed Auda |
| 16:00 UTC+0   | Rapport       |     |            | Spectateurs : 20 000 Arbitrage : Ahmed Auda | Spectateurs : 20 000 Arbitrage : Ahmed Auda |

| 8 juin 2008 | Madagascar | 0–0 | Côte d'Ivoire | Stade Municipal de Mahamasina, Tananarive             |                                                       |
| 14:30 UTC+3 |            |     |               | Spectateurs : 15 000 Arbitrage : Jean-Claude Lebrosse | Spectateurs : 15 000 Arbitrage : Jean-Claude Lebrosse |
| 14:30 UTC+3 | Rapport    |     |               | Spectateurs : 15 000 Arbitrage : Jean-Claude Lebrosse | Spectateurs : 15 000 Arbitrage : Jean-Claude Lebrosse |

| 8 juin 2008 | Mozambique | 1–2 | Botswana                   | Estadio Nacional da Machava, Maputo                |                                                    |
| 15:00 UTC+2 | Miro 60e   |     | Selolwane 30e · Mafoko 82e | Spectateurs : 30 000 Arbitrage : Mbongseni Fakudze | Spectateurs : 30 000 Arbitrage : Mbongseni Fakudze |
| 15:00 UTC+2 | Rapport    |     |                            | Spectateurs : 30 000 Arbitrage : Mbongseni Fakudze | Spectateurs : 30 000 Arbitrage : Mbongseni Fakudze |

| 14 juin 2008 | Botswana      | 1–1 | Côte d'Ivoire | National Stadium, Gaborone                       |                                                  |
| 15:00 UTC+2  | Selolwane 25e |     | Meïté 65e     | Spectateurs : 21 400 Arbitrage : Muhmed Ssegonga | Spectateurs : 21 400 Arbitrage : Muhmed Ssegonga |
| 15:00 UTC+2  | Rapport       |     |               | Spectateurs : 21 400 Arbitrage : Muhmed Ssegonga | Spectateurs : 21 400 Arbitrage : Muhmed Ssegonga |

| 15 juin 2008 | Madagascar                   | 1–1 | Mozambique         | Stade Municipal de Mahamasina, Tananarive            |                                                      |
| 14:30 UTC+3  | Mamihasindrahona 90+2e (pen) |     | Dário Monteiro 33e | Spectateurs : 15 501 Arbitrage : Abdul Basit Ebrahim | Spectateurs : 15 501 Arbitrage : Abdul Basit Ebrahim |
| 14:30 UTC+3  | Rapport                      |     |                    | Spectateurs : 15 501 Arbitrage : Abdul Basit Ebrahim | Spectateurs : 15 501 Arbitrage : Abdul Basit Ebrahim |

| 22 juin 2008 | Mozambique                                 | 3–0 | Madagascar | Estadio Nacional da Machava, Maputo           |                                               |
| 15:00 UTC+2  | Tico-Tico 23e · Danito 62e · Dominguês 63e |     |            | Spectateurs : 30 000 Arbitrage : Eddy Maillet | Spectateurs : 30 000 Arbitrage : Eddy Maillet |
| 15:00 UTC+2  | Rapport                                    |     |            | Spectateurs : 30 000 Arbitrage : Eddy Maillet | Spectateurs : 30 000 Arbitrage : Eddy Maillet |

| 22 juin 2008 | Côte d'Ivoire                            | 4–0 | Botswana | Stade Félix Houphouët-Boigny, Abidjan            |                                                  |
| 16:00 UTC+0  | Sanogo 16e · Zokora 21e · Cissé 46e, 70e |     |          | Spectateurs : 20 000 Arbitrage : Kacem Bennaceur | Spectateurs : 20 000 Arbitrage : Kacem Bennaceur |
| 16:00 UTC+0  | Rapport                                  |     |          | Spectateurs : 20 000 Arbitrage : Kacem Bennaceur | Spectateurs : 20 000 Arbitrage : Kacem Bennaceur |

| 7 septembre 2008 | Mozambique | 1–1 | Côte d'Ivoire | Estadio Nacional da Machava, Maputo                 |                                                     |
| 15:00 UTC+2      | Miro 52e   |     | B. Koné 48e   | Spectateurs : 30 000 Arbitrage : Abdellah El Achiri | Spectateurs : 30 000 Arbitrage : Abdellah El Achiri |
| 15:00 UTC+2      | Rapport    |     |               | Spectateurs : 30 000 Arbitrage : Abdellah El Achiri | Spectateurs : 30 000 Arbitrage : Abdellah El Achiri |

| 7 septembre 2008 | Madagascar        | 1–0 | Botswana | Stade Municipal de Mahamasina, Tananarive                |                                                          |
| 14:30 UTC+3      | Rabemananjara 23e |     |          | Spectateurs : 15 000 Arbitrage : Rajindraparsad Seechurn | Spectateurs : 15 000 Arbitrage : Rajindraparsad Seechurn |
| 14:30 UTC+3      | Rapport           |     |          | Spectateurs : 15 000 Arbitrage : Rajindraparsad Seechurn | Spectateurs : 15 000 Arbitrage : Rajindraparsad Seechurn |

| 11 octobre 2008 | Côte d'Ivoire               | 3–0 | Madagascar | Stade Robert Champroux, Abidjan                  |                                                  |
| 14:30 UTC+0     | Sanogo 42e, 55e · Kalou 66e |     |            | Spectateurs : 15 000 Arbitrage : Mohamed Benouza | Spectateurs : 15 000 Arbitrage : Mohamed Benouza |
| 14:30 UTC+0     | Rapport                     |     |            | Spectateurs : 15 000 Arbitrage : Mohamed Benouza | Spectateurs : 15 000 Arbitrage : Mohamed Benouza |

| 11 octobre 2008 | Botswana | 0–1 | Mozambique | National Stadium, Gaborone                                 |                                                            |
| 16:30 UTC+2     |          |     | Genito 6e  | Spectateurs : 21 400 Arbitrage : Cheikh Ahmed Tidiane Seck | Spectateurs : 21 400 Arbitrage : Cheikh Ahmed Tidiane Seck |
| 16:30 UTC+2     | Rapport  |     |            | Spectateurs : 21 400 Arbitrage : Cheikh Ahmed Tidiane Seck | Spectateurs : 21 400 Arbitrage : Cheikh Ahmed Tidiane Seck |

## Groupe 8
| Rang | Équipe     | Pts | J | G | N | P | Bp | Bc | Diff |  | Résultats (▼ dom., ► ext.) |     |     |     |
| ---- | ---------- | --- | - | - | - | - | -- | -- | ---- |  | -------------------------- | --- | --- | --- |
| 1    | Maroc      | 9   | 4 | 3 | 0 | 1 | 11 | 5  | +6   |  | Maroc                      |     | 2-0 | 4-1 |
| 2    | Rwanda     | 9   | 4 | 3 | 0 | 1 | 7  | 3  | +4   |  | Rwanda                     | 3-1 |     | 3-0 |
| 3    | Mauritanie | 0   | 4 | 0 | 0 | 4 | 2  | 12 | -10  |  | Mauritanie                 | 1-4 | 0-1 |     |

| 31 mai 2008 | Rwanda                                     | 3–0 | Mauritanie | Stade Amahoro, Kigali                            |                                                  |
| 15:30 UTC+2 | Karekezi 15e · Said 67e (pen) · Bokota 72e |     |            | Spectateurs : 12 000 Arbitrage : Noumandiez Doué | Spectateurs : 12 000 Arbitrage : Noumandiez Doué |
| 15:30 UTC+2 | Rapport                                    |     |            | Spectateurs : 12 000 Arbitrage : Noumandiez Doué | Spectateurs : 12 000 Arbitrage : Noumandiez Doué |

| 31 mai 2008 | Maroc                                          | Annulé (3 – 0) | Éthiopie | Stade Mohamed V, Casablanca                  |                                              |
| 19:00 UTC+0 | Benjelloun 4e · Aboucharouane 13e · Kharja 85e |                |          | Spectateurs : 5 000 Arbitrage : Diata Badara | Spectateurs : 5 000 Arbitrage : Diata Badara |
| 19:00 UTC+0 | Rapport                                        |                |          | Spectateurs : 5 000 Arbitrage : Diata Badara | Spectateurs : 5 000 Arbitrage : Diata Badara |

| 7 juin 2008 | Mauritanie        | 1–4 | Maroc                                                 | Stade olympique, Nouakchott                    |                                                |
| 17:00 UTC+0 | Teguedi 82e (pen) |     | Sektioui 9e · Benjelloun 37e · Safri 58e · Kharja 79e | Spectateurs : 9 500 Arbitrage : Joseph Lamptey | Spectateurs : 9 500 Arbitrage : Joseph Lamptey |
| 17:00 UTC+0 | Rapport           |     |                                                       | Spectateurs : 9 500 Arbitrage : Joseph Lamptey | Spectateurs : 9 500 Arbitrage : Joseph Lamptey |

| 8 juin 2008 | Éthiopie    | Annulé (1–2) | Rwanda                  | Stade d'Addis-Abeba, Addis-Abeba               |                                                |
| 13:00 UTC+3 | Tesfaye 47e |              | Said 59e · Karekezi 82e | Spectateurs : 18 000 Arbitrage : Alfred Ndinya | Spectateurs : 18 000 Arbitrage : Alfred Ndinya |
| 13:00 UTC+3 | Rapport     |              |                         | Spectateurs : 18 000 Arbitrage : Alfred Ndinya | Spectateurs : 18 000 Arbitrage : Alfred Ndinya |

| 13 juin 2008 | Mauritanie | Annulé (0 – 1) | Éthiopie      | Stade olympique, Nouakchott                  |                                              |
| 17:00 UTC+0  |            |                | Saladin 90+3e | Spectateurs : 6 000 Arbitrage : Jamel Ambaya | Spectateurs : 6 000 Arbitrage : Jamel Ambaya |
| 17:00 UTC+0  | Rapport    |                |               | Spectateurs : 6 000 Arbitrage : Jamel Ambaya | Spectateurs : 6 000 Arbitrage : Jamel Ambaya |

| 14 juin 2008 | Rwanda                               | 3–1 | Maroc     | Stade Amahoro, Kigali                                 |                                                       |
| 13:30        | Said 14e · Bokota 58e · Karekezi 90e |     | Safri 80e | Spectateurs : 12 000 Arbitrage : Raphaël Evehe Divine | Spectateurs : 12 000 Arbitrage : Raphaël Evehe Divine |
| 13:30        | Rapport                              |     |           | Spectateurs : 12 000 Arbitrage : Raphaël Evehe Divine | Spectateurs : 12 000 Arbitrage : Raphaël Evehe Divine |

| 21 juin 2008 | Maroc                         | 2–0 | Rwanda | Stade Mohamed V, Casablanca                     |                                                 |
| 19:00 UTC+0  | Safri 11e (pen) · El Zhar 49e |     |        | Spectateurs : 2 500 Arbitrage : Mohamed Benouza | Spectateurs : 2 500 Arbitrage : Mohamed Benouza |
| 19:00 UTC+0  | Rapport                       |     |        | Spectateurs : 2 500 Arbitrage : Mohamed Benouza | Spectateurs : 2 500 Arbitrage : Mohamed Benouza |

| 22 juin 2008 | Éthiopie                                                         | Annulé (6 – 1) | Mauritanie | Stade d'Addis-Abeba, Addis-Abeba              |                                               |
| 13:00 UTC+3  | Fikru 38e (pen), 89e · Nigussie 55e, 63e · Mesud 83e · Girma 90e |                | Ely 44e    | Spectateurs : 3 000 Arbitrage : Verson Lwanja | Spectateurs : 3 000 Arbitrage : Verson Lwanja |
| 13:00 UTC+3  | Rapport                                                          |                |            | Spectateurs : 3 000 Arbitrage : Verson Lwanja | Spectateurs : 3 000 Arbitrage : Verson Lwanja |

| 6 septembre 2008 | Mauritanie | 0–1 | Rwanda   | Stade olympique, Nouakchott                     |                                                 |
| 17:00 UTC+0      |            |     | Bola 81e | Spectateurs : 1 000 Arbitrage : Kacem Bennaceur | Spectateurs : 1 000 Arbitrage : Kacem Bennaceur |
| 17:00 UTC+0      | Rapport    |     |          | Spectateurs : 1 000 Arbitrage : Kacem Bennaceur | Spectateurs : 1 000 Arbitrage : Kacem Bennaceur |

| 11 octobre 2008 | Maroc                                            | 4–1 | Mauritanie  | Stade Moulay Abdallah, Rabat                     |                                                  |
| 19:30 UTC+0     | Safri 35e (pen) · Y.Hadji 56e, 60e · Zemmama 66e |     | Teguedi 68e | Spectateurs : 1 472 Arbitrage : Sharaf Aboubakar | Spectateurs : 1 472 Arbitrage : Sharaf Aboubakar |
| 19:30 UTC+0     | Rapport                                          |     |             | Spectateurs : 1 472 Arbitrage : Sharaf Aboubakar | Spectateurs : 1 472 Arbitrage : Sharaf Aboubakar |

## Groupe 9
| Rang | Équipe       | Pts | J | G | N | P | Bp | Bc | Diff |  | Résultats (▼ dom., ► ext.) |     |     |     |     |
| ---- | ------------ | --- | - | - | - | - | -- | -- | ---- |  | -------------------------- | --- | --- | --- | --- |
| 1    | Burkina Faso | 16  | 6 | 5 | 1 | 0 | 14 | 5  | +9   |  | Burkina Faso               |     | 0-0 | 2-0 | 4-1 |
| 2    | Tunisie      | 13  | 6 | 4 | 1 | 1 | 11 | 3  | +8   |  | Tunisie                    | 1-2 |     | 2-1 | 5-0 |
| 3    | Burundi      | 6   | 6 | 2 | 0 | 4 | 5  | 9  | -4   |  | Burundi                    | 1-3 | 0-1 |     | 1-0 |
| 4    | Seychelles   | 0   | 6 | 0 | 0 | 6 | 4  | 17 | -13  |  | Seychelles                 | 2-3 | 0-2 | 1-2 |     |

| 1er juin 2008 | Burundi       | 1–0 | Seychelles | Stade Louis Rwagasore, Bujumbura                |                                                 |
| 13:30 UTC+2   | Ndikumana 81e |     |            | Spectateurs : 4 000 Arbitrage : Emmanuel Imiere | Spectateurs : 4 000 Arbitrage : Emmanuel Imiere |
| 13:30 UTC+2   | Rapport       |     |            | Spectateurs : 4 000 Arbitrage : Emmanuel Imiere | Spectateurs : 4 000 Arbitrage : Emmanuel Imiere |

| 1er juin 2008 | Tunisie    | 1–2 | Burkina Faso        | Stade du 7-Novembre, Radès                    |                                               |
| 16:00 UTC+2   | Belaïd 38e |     | Koné 81e · Koné 87e | Spectateurs : 15 000 Arbitrage : Ambaya Jamel | Spectateurs : 15 000 Arbitrage : Ambaya Jamel |
| 16:00 UTC+2   | Rapport    |     |                     | Spectateurs : 15 000 Arbitrage : Ambaya Jamel | Spectateurs : 15 000 Arbitrage : Ambaya Jamel |

| 7 juin 2008 | Seychelles | 0–2 | Tunisie                  | Unity Stadium, Victoria                        |                                                |
| 16:30 UTC+4 |            |     | Jemâa 9e · Ben Saada 43e | Spectateurs : 2 033 Arbitrage : Faduco Justino | Spectateurs : 2 033 Arbitrage : Faduco Justino |
| 16:30 UTC+4 | Rapport    |     |                          | Spectateurs : 2 033 Arbitrage : Faduco Justino | Spectateurs : 2 033 Arbitrage : Faduco Justino |

| 7 juin 2008 | Burkina Faso                        | 2–0 | Burundi | Stade du 4-Août, Ouagadougou               |                                            |
| 18:00 UTC+0 | Dagano 23e (pen) · Dagano 44e (pen) |     |         | Spectateurs : 10 000 Arbitrage : Ndume Gil | Spectateurs : 10 000 Arbitrage : Ndume Gil |
| 18:00 UTC+0 | Rapport                             |     |         | Spectateurs : 10 000 Arbitrage : Ndume Gil | Spectateurs : 10 000 Arbitrage : Ndume Gil |

| 14 juin 2008 | Seychelles                 | 2–3 | Burkina Faso                         | Unity Stadium, Victoria                                 |                                                         |
| 16:30 UTC+4  | Zialor 47e · Annacoura 53e |     | Dagano 25e · Dagano 57e · Dagano 78e | Spectateurs : 1 000 Arbitrage : Rajindraparsad Seechurn | Spectateurs : 1 000 Arbitrage : Rajindraparsad Seechurn |
| 16:30 UTC+4  | Rapport                    |     |                                      | Spectateurs : 1 000 Arbitrage : Rajindraparsad Seechurn | Spectateurs : 1 000 Arbitrage : Rajindraparsad Seechurn |

| 15 juin 2008 | Burundi | 0–1 | Tunisie   | Stade Prince Louis Rwagasore, Bujumbura      |                                              |
| 15:00 UTC+2  |         |     | Jaïdi 70e | Spectateurs : 7 000 Arbitrage : Jerome Damon | Spectateurs : 7 000 Arbitrage : Jerome Damon |
| 15:00 UTC+2  | Rapport |     |           | Spectateurs : 7 000 Arbitrage : Jerome Damon | Spectateurs : 7 000 Arbitrage : Jerome Damon |

| 21 juin 2008 | Burkina Faso                                    | 4–1 | Seychelles   | Stade du 4-Août, Ouagadougou                    |                                                 |
| 18:00 UTC+0  | Kaboré 21e · Kere 28e · Ouattara 54e · Koné 84e |     | St. Ange 44e | Spectateurs : 12 500 Arbitrage : Joseph Lamptey | Spectateurs : 12 500 Arbitrage : Joseph Lamptey |
| 18:00 UTC+0  | Rapport                                         |     |              | Spectateurs : 12 500 Arbitrage : Joseph Lamptey | Spectateurs : 12 500 Arbitrage : Joseph Lamptey |

| 21 juin 2008 | Tunisie                         | 2–1 | Burundi         | Stade du 7-Novembre, Radès                                 |                                                            |
| 20:30 UTC+2  | Ben Saada 30e (pen) · Jemâa 44e |     | Mbazumutima 45e | Spectateurs : 6 000 Arbitrage : Younis Yasser Abd El Raaof | Spectateurs : 6 000 Arbitrage : Younis Yasser Abd El Raaof |
| 20:30 UTC+2  | Rapport                         |     |                 | Spectateurs : 6 000 Arbitrage : Younis Yasser Abd El Raaof | Spectateurs : 6 000 Arbitrage : Younis Yasser Abd El Raaof |

| 6 septembre 2008 | Seychelles | 1–2 | Burundi                        | Unity Stadium, Victoria                       |                                               |
| 16:30 UTC+4      | Zialor 63e |     | Mbazumutima 28e · Nahimana 58e | Spectateurs : 3 000 Arbitrage : Kokou Djaoupe | Spectateurs : 3 000 Arbitrage : Kokou Djaoupe |
| 16:30 UTC+4      | Rapport    |     |                                | Spectateurs : 3 000 Arbitrage : Kokou Djaoupe | Spectateurs : 3 000 Arbitrage : Kokou Djaoupe |

| 6 septembre | Burkina Faso | 0–0 | Tunisie | Stade du 4-Août, Ouagadougou                       |                                                    |
| 18:00 UTC+0 |              |     |         | Spectateurs : 10 000 Arbitrage : Mathews Katjimune | Spectateurs : 10 000 Arbitrage : Mathews Katjimune |
| 18:00 UTC+0 | Rapport      |     |         | Spectateurs : 10 000 Arbitrage : Mathews Katjimune | Spectateurs : 10 000 Arbitrage : Mathews Katjimune |

| 11 octobre 2008 | Tunisie                                                                 | 5–0 | Seychelles | Stade du 7-Novembre, Radès                     |                                                |
| 17:00 UTC+2     | Essifi 5e · Mikari 18e · Ben Frej 20e · Ben Khalfallah 43e · Essifi 68e |     |            | Spectateurs : 10 000 Arbitrage : Badara Diatta | Spectateurs : 10 000 Arbitrage : Badara Diatta |
| 17:00 UTC+2     | Rapport                                                                 |     |            | Spectateurs : 10 000 Arbitrage : Badara Diatta | Spectateurs : 10 000 Arbitrage : Badara Diatta |

| 12 octobre 2008 | Burundi      | 1–3 | Burkina Faso                        | Stade Prince Louis Rwagasore, Bujumbura          |                                                  |
| 15:30 UTC+2     | Nahimana 43e |     | Bance 18e · Dagano 54e · Dagano 76e | Spectateurs : 10 000 Arbitrage : Muhmed Ssegonga | Spectateurs : 10 000 Arbitrage : Muhmed Ssegonga |
| 15:30 UTC+2     | Rapport      |     |                                     | Spectateurs : 10 000 Arbitrage : Muhmed Ssegonga | Spectateurs : 10 000 Arbitrage : Muhmed Ssegonga |

## Groupe 10
| Rang | Équipe | Pts | J | G | N | P | Bp | Bc | Diff |  | Résultats (▼ dom., ► ext.) |     |     |     |     |
| ---- | ------ | --- | - | - | - | - | -- | -- | ---- |  | -------------------------- | --- | --- | --- | --- |
| 1    | Mali   | 12  | 6 | 4 | 0 | 2 | 13 | 8  | +5   |  | Mali                       |     | 3-0 | 4-2 | 2-1 |
| 2    | Soudan | 9   | 6 | 3 | 0 | 3 | 9  | 9  | 0    |  | Soudan                     | 3-2 |     | 2-0 | 1-2 |
| 3    | Congo  | 9   | 6 | 3 | 0 | 3 | 7  | 8  | -1   |  | Congo                      | 1-0 | 1-0 |     | 2-0 |
| 4    | Tchad  | 6   | 6 | 2 | 0 | 4 | 7  | 11 | -4   |  | Tchad                      | 1-2 | 1-3 | 2-1 |     |

| 1er juin 2008 | Mali                                                 | 4–2 | Congo           | Stade du 26 mars, Bamako                         |                                                  |
| 18:00 UTC+0   | S.Keita 2e 61e · A. Coulibaly 32e · S. Coulibaly 42e |     | Mouithys 5e 75e | Spectateurs : 40 000 Arbitrage : Kacem Bennaceur | Spectateurs : 40 000 Arbitrage : Kacem Bennaceur |
| 18:00 UTC+0   | Rapport                                              |     |                 | Spectateurs : 40 000 Arbitrage : Kacem Bennaceur | Spectateurs : 40 000 Arbitrage : Kacem Bennaceur |

| 7 juin 2008 | Tchad       | 1–2 | Mali               | Stade Idriss Mahamat Ouya, N'Djamena                |                                                     |
| 16:00 UTC+1 | Kedigui 37e |     | F. Kanouté 4e, 22e | Spectateurs : 15 000 Arbitrage : Aguidissou Crespin | Spectateurs : 15 000 Arbitrage : Aguidissou Crespin |
| 16:00 UTC+1 | Rapport     |     |                    | Spectateurs : 15 000 Arbitrage : Aguidissou Crespin | Spectateurs : 15 000 Arbitrage : Aguidissou Crespin |

| 8 juin 2008 | Congo        | 1–0 | Soudan | Stade Alphonse Massamba, Brazzaville       |                                            |
| 15:30 UTC+1 | Endzanga 70e |     |        | Spectateurs : 25 000 Arbitrage : Sule Mana | Spectateurs : 25 000 Arbitrage : Sule Mana |
| 15:30 UTC+1 | Rapport      |     |        | Spectateurs : 25 000 Arbitrage : Sule Mana | Spectateurs : 25 000 Arbitrage : Sule Mana |

| 14 juin 2008 | Soudan                             | 3–2 | Mali                | Stade de Khartoum, Khartoum                         |                                                     |
| 20:00 UTC+3  | Yousef 46e · Tahir 70e · Kamal 90e |     | F. Kanouté 63e, 94e | Spectateurs : 15 000 Arbitrage : Essam Abd El Fatah | Spectateurs : 15 000 Arbitrage : Essam Abd El Fatah |
| 20:00 UTC+3  | Rapport                            |     |                     | Spectateurs : 15 000 Arbitrage : Essam Abd El Fatah | Spectateurs : 15 000 Arbitrage : Essam Abd El Fatah |

| 14 juin 2008 | Tchad                            | 2–1 | Congo      | Stade Idriss Mahamat Ouya, N'Djamena            |                                                 |
| 15:30 UTC+1  | Kedigui 44e (pen) · S.Hassan 48e |     | Batota 44e | Spectateurs : 8 000 Arbitrage : Doue Noumandiez | Spectateurs : 8 000 Arbitrage : Doue Noumandiez |
| 15:30 UTC+1  | Rapport                          |     |            | Spectateurs : 8 000 Arbitrage : Doue Noumandiez | Spectateurs : 8 000 Arbitrage : Doue Noumandiez |

| 22 juin 2008 | Mali                            | 3–0 | Soudan | Stade du 26 mars, Bamako                         |                                                  |
| 15:30 UTC+0  | F. Kanouté 23e · Keita 58e, 66e |     |        | Spectateurs : 25 000 Arbitrage : Doue Noumandiez | Spectateurs : 25 000 Arbitrage : Doue Noumandiez |
| 15:30 UTC+0  | Rapport                         |     |        | Spectateurs : 25 000 Arbitrage : Doue Noumandiez | Spectateurs : 25 000 Arbitrage : Doue Noumandiez |

| 22 juin 2008 | Congo                       | 2–0 | Tchad | Stade Alphonse Massamba, Brazzaville        |                                             |
| 15:30 UTC+1  | Mouithys 14e · F. Ibara 64e |     |       | Spectateurs : 8 000 Arbitrage : Abdou Diouf | Spectateurs : 8 000 Arbitrage : Abdou Diouf |
| 15:30 UTC+1  | Rapport                     |     |       | Spectateurs : 8 000 Arbitrage : Abdou Diouf | Spectateurs : 8 000 Arbitrage : Abdou Diouf |

| 6 septembre 2008 | Soudan    | 1–2 | Tchad                     | Stade international du Caire, Le Caire          |                                                 |
| 22:00 UTC+2      | Kamal 75e |     | Mbaiam 29e · S.Hassan 81e | Spectateurs : 4 000 Arbitrage : Mohamed Benouza | Spectateurs : 4 000 Arbitrage : Mohamed Benouza |
| 22:00 UTC+2      | Rapport   |     |                           | Spectateurs : 4 000 Arbitrage : Mohamed Benouza | Spectateurs : 4 000 Arbitrage : Mohamed Benouza |

| 7 septembre 2008 | Congo        | 1–0 | Mali | Stade Alphonse Massamba, Brazzaville             |                                                  |
| 15:30 UTC+1      | Endzanga 87e |     |      | Spectateurs : 16 000 Arbitrage : Djamel Haimoudi | Spectateurs : 16 000 Arbitrage : Djamel Haimoudi |
| 15:30 UTC+1      | Rapport      |     |      | Spectateurs : 16 000 Arbitrage : Djamel Haimoudi | Spectateurs : 16 000 Arbitrage : Djamel Haimoudi |

| 10 septembre 2008 | Tchad     | 1–3 | Soudan                             | Stade international du Caire, Le Caire         |                                                |
| 22:00 UTC+2       | Djime 34e |     | Adel 4e · Agab 48e (pen) · Ali 75e | Spectateurs : 10 000 Arbitrage : Badara Diatta | Spectateurs : 10 000 Arbitrage : Badara Diatta |
| 22:00 UTC+2       | Rapport   |     |                                    | Spectateurs : 10 000 Arbitrage : Badara Diatta | Spectateurs : 10 000 Arbitrage : Badara Diatta |

| 11 octobre 2008 | Soudan               | 2–0 | Congo | Al Merreikh Stadium, Khartoum                 |                                               |
| 21:00 UTC+3     | Tahir 31e · Agab 74e |     |       | Spectateurs : 27 000 Arbitrage : Jamel Ambaya | Spectateurs : 27 000 Arbitrage : Jamel Ambaya |
| 21:00 UTC+3     | Rapport              |     |       | Spectateurs : 27 000 Arbitrage : Jamel Ambaya | Spectateurs : 27 000 Arbitrage : Jamel Ambaya |

| 11 octobre 2008 | Mali             | 2–1 | Tchad           | Stade du 26 mars, Bamako                        |                                                 |
| 18:00 UTC+0     | S. Keita 44e 83e |     | Misdongarde 64e | Spectateurs : 40 000 Arbitrage : Yakhouba Keita | Spectateurs : 40 000 Arbitrage : Yakhouba Keita |
| 18:00 UTC+0     | Rapport          |     |                 | Spectateurs : 40 000 Arbitrage : Yakhouba Keita | Spectateurs : 40 000 Arbitrage : Yakhouba Keita |

## Groupe 11
| Rang | Équipe   | Pts | J | G | N | P | Bp | Bc | Diff |  | Résultats (▼ dom., ► ext.) |     |     |     |
| ---- | -------- | --- | - | - | - | - | -- | -- | ---- |  | -------------------------- | --- | --- | --- |
| 1    | Zambie   | 7   | 4 | 2 | 1 | 1 | 2  | 1  | +1   |  | Zambie                     |     | 1-0 | 1-0 |
| 2    | Togo     | 6   | 4 | 2 | 0 | 2 | 8  | 3  | +5   |  | Togo                       | 1-0 |     | 6-0 |
| 3    | Eswatini | 4   | 4 | 1 | 1 | 2 | 2  | 8  | -6   |  | Eswatini                   | 0-0 | 2-1 |     |

| 31 mai 2008 | Togo        | 1–0 | Zambie | Ohene Djan Stadium, Accra (Ghana)             |                                               |
| 15:30 UTC+0 | Olufadé 16e |     |        | Spectateurs : 15 000 Arbitrage : Lassina Paré | Spectateurs : 15 000 Arbitrage : Lassina Paré |
| 15:30 UTC+0 | Rapport     |     |        | Spectateurs : 15 000 Arbitrage : Lassina Paré | Spectateurs : 15 000 Arbitrage : Lassina Paré |

| 6 juin 2008 | Eswatini                      | 2–1 | Togo        | Somhlolo National Stadium, Lobamba                    |                                                       |
| 15:00 UTC+2 | S.Dlamini 55e · Salelwako 73e |     | Olufadé 88e | Spectateurs : 5 819 Arbitrage : Jean-Claude Niyongabo | Spectateurs : 5 819 Arbitrage : Jean-Claude Niyongabo |
| 15:00 UTC+2 | Rapport                       |     |             | Spectateurs : 5 819 Arbitrage : Jean-Claude Niyongabo | Spectateurs : 5 819 Arbitrage : Jean-Claude Niyongabo |

| 13 juin 2008 | Eswatini | 0 – 0 | Zambie | Somhlolo National Stadium, Lobamba         |                                            |
| 15:00 UTC+2  |          |       |        | Spectateurs : 7 462 Arbitrage : Alex Kotey | Spectateurs : 7 462 Arbitrage : Alex Kotey |
| 15:00 UTC+2  | Rapport  |       |        | Spectateurs : 7 462 Arbitrage : Alex Kotey | Spectateurs : 7 462 Arbitrage : Alex Kotey |

| 20 juin 2008 | Zambie               | 1–0 | Eswatini | Konkola Stadium, Chililabombwe                  |                                                 |
| 14:00 UTC+2  | C.Katongo 85e (pen.) |     |          | Spectateurs : 14 458 Arbitrage : Kenias Marange | Spectateurs : 14 458 Arbitrage : Kenias Marange |
| 14:00 UTC+2  | Rapport              |     |          | Spectateurs : 14 458 Arbitrage : Kenias Marange | Spectateurs : 14 458 Arbitrage : Kenias Marange |

| 10 septembre 2008 | Zambie        | 1–0 | Togo | Konkola Stadium, Chililabombwe                |                                               |
| 14:00 UTC+2       | F.Katongo 32e |     |      | Spectateurs : 10 500 Arbitrage : Jerome Damon | Spectateurs : 10 500 Arbitrage : Jerome Damon |
| 14:00 UTC+2       | Rapport       |     |      | Spectateurs : 10 500 Arbitrage : Jerome Damon | Spectateurs : 10 500 Arbitrage : Jerome Damon |

| 11 octobre 2008 | Togo                                                    | 6–0 | Eswatini | Ohene Djan Stadium, Accra                            |                                                      |
| 15:30 UTC+0     | Salifou 16e · Adebayor 29e, 46e, 71e, 85e · Olufadé 45e |     |          | Spectateurs : 8 000 Arbitrage : Raphaël Evehe Divine | Spectateurs : 8 000 Arbitrage : Raphaël Evehe Divine |
| 15:30 UTC+0     | Rapport                                                 |     |          | Spectateurs : 8 000 Arbitrage : Raphaël Evehe Divine | Spectateurs : 8 000 Arbitrage : Raphaël Evehe Divine |

## Groupe 12
| Rang | Équipe   | Pts | J | G | N | P | Bp | Bc | Diff |  | Résultats (▼ dom., ► ext.) |     |     |     |     |
| ---- | -------- | --- | - | - | - | - | -- | -- | ---- |  | -------------------------- | --- | --- | --- | --- |
| 1    | Égypte   | 15  | 6 | 5 | 0 | 1 | 13 | 2  | +11  |  | Égypte                     |     | 2-0 | 2-1 | 4-0 |
| 2    | Malawi   | 12  | 6 | 4 | 0 | 2 | 14 | 5  | +9   |  | Malawi                     | 1-0 |     | 2-1 | 8-1 |
| 3    | RD Congo | 9   | 6 | 3 | 0 | 3 | 14 | 6  | +8   |  | RD Congo                   | 0-1 | 1-0 |     | 5-1 |
| 4    | Djibouti | 0   | 6 | 0 | 0 | 6 | 2  | 30 | -28  |  | Djibouti                   | 0-4 | 0-3 | 0-6 |     |

| 31 mai 2008 | Malawi                                                                                           | 8–1 | Djibouti  | Kamazu Stadium, Blantyre                           |                                                    |
| 14:30 UTC+2 | Kafoteka 3e · Kanyenda 19e, 46e, 48e · Kamwendo 66e · Chavula 73e · Ng'ambi 78e · Mkandawire 83e |     | Daher 23e | Spectateurs : 35 000 Arbitrage : Mathews Katjimune | Spectateurs : 35 000 Arbitrage : Mathews Katjimune |
| 14:30 UTC+2 | Rapport                                                                                          |     |           | Spectateurs : 35 000 Arbitrage : Mathews Katjimune | Spectateurs : 35 000 Arbitrage : Mathews Katjimune |

| 1er juin 2008 | Égypte             | 2–1 | RD Congo   | Stade international du Caire, Le Caire                   |                                                          |
| 21:00 UTC+3   | Zaki 68e · Eid 80e |     | Ilunga 43e | Spectateurs : 40 000 Arbitrage : Rajindraparsad Seechurn | Spectateurs : 40 000 Arbitrage : Rajindraparsad Seechurn |
| 21:00 UTC+3   | Rapport            |     |            | Spectateurs : 40 000 Arbitrage : Rajindraparsad Seechurn | Spectateurs : 40 000 Arbitrage : Rajindraparsad Seechurn |

| 6 juin 2008 | Djibouti | 0–4 | Égypte                                            | Stade national El Hadj Hassan Gouled Aptidon, Djibouti |                                              |
| 15:00 UTC+3 |          |     | Zaki 40e · Hosny 46e (pen) · Hassan 53e · Eid 64e | Spectateurs : 6 000 Arbitrage : Amanuel Eyob           | Spectateurs : 6 000 Arbitrage : Amanuel Eyob |
| 15:00 UTC+3 | Rapport  |     |                                                   | Spectateurs : 6 000 Arbitrage : Amanuel Eyob           | Spectateurs : 6 000 Arbitrage : Amanuel Eyob |

| 8 juin 2008 | RD Congo            | 1–0 | Malawi | Stade des Martyrs, Kinshasa                       |                                                   |
| 15:30 UTC+1 | Matumona 76e (pen.) |     |        | Spectateurs : 35 000 Arbitrage : Badr Abdel Gadir | Spectateurs : 35 000 Arbitrage : Badr Abdel Gadir |
| 15:30 UTC+1 | Rapport             |     |        | Spectateurs : 35 000 Arbitrage : Badr Abdel Gadir | Spectateurs : 35 000 Arbitrage : Badr Abdel Gadir |

| 13 juin 2008 | Djibouti | 0–6 | RD Congo                                                     | Stade national El Hadj Hassan Gouled Aptidon, Djibouti |                                                |
| 15:00 UTC+3  |          |     | Mbokani 24e, 47e · Nonda 30e · Matumona 39e, 51e · Mputu 79e | Spectateurs : 3 000 Arbitrage : Thapelo Disang         | Spectateurs : 3 000 Arbitrage : Thapelo Disang |
| 15:00 UTC+3  | Rapport  |     |                                                              | Spectateurs : 3 000 Arbitrage : Thapelo Disang         | Spectateurs : 3 000 Arbitrage : Thapelo Disang |

| 14 juin 2008 | Malawi        | 1–0 | Égypte | Kamazu Stadium, Blantyre                        |                                                 |
| 14:30 UTC+2  | Msowoya 90+3e |     |        | Spectateurs : 40 000 Arbitrage : Yakhouba Keita | Spectateurs : 40 000 Arbitrage : Yakhouba Keita |
| 14:30 UTC+2  | Rapport       |     |        | Spectateurs : 40 000 Arbitrage : Yakhouba Keita | Spectateurs : 40 000 Arbitrage : Yakhouba Keita |

| 21 juin 2008 | Égypte         | 2–0 | Malawi | Stade international du Caire, Le Caire |                           |
| 21:00 UTC+3  | Moteab 17e 51e |     |        | Arbitrage : Badara Diatta              | Arbitrage : Badara Diatta |
| 21:00 UTC+3  | Rapport        |     |        | Arbitrage : Badara Diatta              | Arbitrage : Badara Diatta |

| 22 juin 2008 | RD Congo                                            | 5–1 | Djibouti  | Stade des Martyrs, Kinshasa                     |                                                 |
| 15:30 UTC+1  | Nonda 10e, 45+3e, 52e · Tshiolola 60e · Mbokani 64e |     | Hirir 85e | Spectateurs : 15 000 Arbitrage : Khalil Rouissi | Spectateurs : 15 000 Arbitrage : Khalil Rouissi |
| 15:30 UTC+1  | Rapport                                             |     |           | Spectateurs : 15 000 Arbitrage : Khalil Rouissi | Spectateurs : 15 000 Arbitrage : Khalil Rouissi |

| 5 septembre 2008 | Djibouti | 0–3 | Malawi                                 | Stade national El Hadj Hassan Gouled Aptidon, Djibouti   |                                                          |
| 21:00 UTC+3      |          |     | Msowoya 30e · Chavula 63e · Nyondo 67e | Spectateurs : 700 Arbitrage : Martins De Carvalho Helder | Spectateurs : 700 Arbitrage : Martins De Carvalho Helder |
| 21:00 UTC+3      | Rapport  |     |                                        | Spectateurs : 700 Arbitrage : Martins De Carvalho Helder | Spectateurs : 700 Arbitrage : Martins De Carvalho Helder |

| 7 septembre 2008 | RD Congo | 0–1 | Égypte         | Stade des Martyrs, Kinshasa                     |                                                 |
| 15:30 UTC+1      |          |     | Aboutreika 30e | Spectateurs : 80 000 Arbitrage : Daniel Bennett | Spectateurs : 80 000 Arbitrage : Daniel Bennett |
| 15:30 UTC+1      | Rapport  |     |                | Spectateurs : 80 000 Arbitrage : Daniel Bennett | Spectateurs : 80 000 Arbitrage : Daniel Bennett |

| 11 octobre 2008 | Malawi                   | 2–1 | RD Congo   | Kamazu Stadium, Blantyre                      |                                               |
| 14:30 UTC+2     | Ngambi 55e · Msowoya 82e |     | LuaLua 12e | Spectateurs : 50 000 Arbitrage : Coffi Codjia | Spectateurs : 50 000 Arbitrage : Coffi Codjia |
| 14:30 UTC+2     | Rapport                  |     |            | Spectateurs : 50 000 Arbitrage : Coffi Codjia | Spectateurs : 50 000 Arbitrage : Coffi Codjia |

| 12 octobre 2008 | Égypte                                                            | 4–0 | Djibouti | Stade de l'Académie militaire du Caire, Le Caire |                                               |
| 20:00 UTC+2     | Moteab 19e · Hassan 50e · Aboutreika 66e · Said Riyad 90+2e (csc) |     |          | Spectateurs : 10 000 Arbitrage : Lassina Paré    | Spectateurs : 10 000 Arbitrage : Lassina Paré |
| 20:00 UTC+2     | Rapport                                                           |     |          | Spectateurs : 10 000 Arbitrage : Lassina Paré    | Spectateurs : 10 000 Arbitrage : Lassina Paré |